# Памятник криптологам
Памятник криптологам (пол. Pomnik kryptologów) — памятник, находящийся в городе Познань, Польша. Памятник располагается на улице святого Мартина перед главным входом в Кайзеровский замок. Памятник посвящён польским криптологам, разгадавшим в 1932 году механизм немецкой шифровальной машины Энигма.

## История
Памятник был изготовлен в Закопане по проекту польских скульпторов Гражины и Мариуша Козакевич. Был установлен в 2007 году.
Памятник посвящён трём польским криптологам Мариану Реевскому, Ежи Рожицкому и Генриху Зигальскому, которые совместными усилиями в 1932 году разгадали механизм шифровальной машины Энигма.

## Описание
Памятник представляет собой трёхгранный обелиск, на котором выбиты цифры. На каждой стороне обелиска среди цифр находится имя и фамилия одного из криптологов, а также дата рождения и смерти.